# Солунски процес
Солунски процес је био судски процес против пуковника Драгутина Димитријевића Аписа, заменика начелника штаба Треће армије и вође тајног официрског удружења „Уједињење или смрт“ (Црна рука) за наводни покушај убиства српског регента Александра Карађорђевића код Острове 11. септембра 1916. године. На смрт су, поред Аписа, осуђени и стрељани мајор Љубомир Вуловић и добровољац Раде Малобабић. Остали су осуђени на затворске казне. Врховни суд HP Србије рехабилитовао је Аписа и његове следбенике у обновљеном процесу 2. јуна 1953.

## Позадина
Арчибалд Рајс, швајцарски форензичар немачког порекла овако је обавестио француску обавештајну службу (о деловању Аписа), у време Солунског процеса:
Ван сумње је да су Димитријевић (Апис) и друге вође (Црне руке) сарађивали с непријатељем. Рајс се позвао „на гласине које су кружиле у српским круговима”, по којима је „Димитријевић потписао уговор с Централним силама да ће после револуције и за време повратка српске војске у Србију, као и после принчеве (Александрове) и Пашићеве смрти, склопити посебан мир с Централним силама и успоставити војну олигархију под аустро-немачком заштитом.

Подаци преузети из књиге Васа Казимировића „Црна рука”
За време боравка главнине српске војске на Солунском фронту, регент Александар Карађорђевић је изјавио својим политичарима да је покушан атентат на њега док се возио у својим колима Солуном.
Одмах је сазван састанак политичких руководилаца, међу којима су били присутни Никола Пашић, Светозар Прибићевић и Љуба Јовановић. За инцидент је директно окривљена група коју је предводио пуковник Драгутин Димитријевић Апис. Закључено је да пуковник Апис планира да изведе војни пуч, да збаци Регента и закључи сепаратни мир са Аустроугарском, да је притом водио тајне разговоре са аустријским послаником Сајс Инкартом, да је од њега добио уверење да ће Аустроугарска одмах закључити примирје са Краљевином Србијом, под условом да се он обрачуна са регентом Александром.
На седници је одлучено да се цела група, на челу са Димитријевићем ухапси и изведе пред војни суд због велеиздаје. Апис је тада био помоћник начелника Штаба Треће армије, а војска га је разоружала и ухапсила у Штабу Треће армије 28. децембра 1916. године. Заједно са њим, ухапшени су и припадници „Младе Босне” Раде Малобабић и Мухамед Мехмедбашић. Касније су још десеторица припадника организације „Уједињење или смрт” изведена пред суд.

## Суђење и пресуде
Укупно је под истрагу стављена 124 официра, а двадесеторици њих је претило да ће бити изведени пред Војни суд. Солунски процес је одржан пред Великим Војном судом у касарни Треће армије у Солуну од 28. маја до 5. јуна 1917. године.
Суђење је водио генерал Мирослав Милисављевић, а јавни тужилац је био пуковник Љубомир Дабић.
На суђење су као сведоци довођени многобројни војници,официри и подофицири који су потврдили налазе оптужнице.Kрунски сведок тужилаштва био је дугогодишњи искусни обавештајац и члан Црнe рукe Пуниша Рачић.
На процесу су одбили да се појаве официри Милан Недић, Душан Симовић, Милутин Недић, Дража Михаиловић и Мустафа Голубић.
Пресуда Војног суда је донета 5. јуна 1917. године. Њоме су се на казну смрти стрељањем поред пуковника Драгутина Димитријевића Аписа, војног баракера Радета Малобабића и артиљеријског мајора Љубе Вуловића, осуђени и: пешадијски пуковник Радоје Лазић, генералштабни пуковник Милан Миловановић Пилац, пешадијски пуковник Чедомир Поповић, коњички потпуковник Владимир Туцовић, коњички потпуковник Велимир Вемић (учествовао у убиству краља Александра и краљице Драге Обреновић) и пешадијски пуковник Богдан Раденковић (вицеконзул). На временске казне осуђени су: поручник Дамјан Поповић и потпоручник Мухамед Мехмедбашић (учествовао у атентату на Франца Фердинанда у Сарајеву 1914. године).
Пресуде нису извршене одмах. Доста се разматрало о жалбама осуђених, па је тако Високу војни суд преиначио смртне казне пуковницима Поповићу и Раденковићу на 20 година и повећао казну генералу Поповићу на 20 година. Затим је и регент Александар у више наврата долазио да помилује неке осуђенике, па су тако смртне казне пуковницима Миловановићу, Лазићу и Туцовићу и потпуковнику Вемићу преиначене у двадесет година затвора. Тако су сви осуђени на смрт, осим Аписа, Малобабића и Вуловића, су уместо смртне казне, добили казне затвора, а касније су били сви ослобођени.
За време свог боравка у војном затвору, Апис је написао своју последњу вољу и тестамент 11. јуна 1917:
Умирем невин, али са сазнањем да је моја смрт потребна Србији за неке више разлоге. Можда сам, а не желећи то, грешио у своме раду као патриота... Можда нисам знао за српске интересе. Али, чак и да сам за то крив, знам да сам једино радио за добробит Србије.
 Аписа су у рану зору 26. јуна 1917. пробудили стражари и показали му да крене са њима. Пролазећи поред ћелија својих пријатеља, он је кроз затворена врата поздрављао сваког по имену и узимао последње збогом. 
 
Све троје су везани одведени на Солунско поље где су већ биле ископане раке. Аписа су ставили у средину, а Малобабића и Вуловића са стране и везали су им очи црним повезима. Пред самртни час, Апису је прочитана пресуда и то читање је трајало пуна два сата. Било је 4:45 изјутра, када је генерал Дабић дозволио команданту стрељачког вода да нареди егзекуцију. Апис је пред саму паљбу узвикнуо: „Живела Велика Србија! Живела Југославија!“ 

## Контроверзе
После извршења смртне казне, много се полемисало у војсци. Међутим, пошто се ближио почетак пробоја Солунског фронта, регент Александар је наредио да се сви списи склоне док се не добије рат. 
После проглашења државе Срба, Хрвата и Словенаца, први који је изнео сумње у вези са Солунским процесом је био Љуба Јовановић, који је рекао да је Апис морао невин да страда „јер је био исувише опасан човек по династију, а и да би се одржала потребна дисциплина у војсци“. 
За учешће у атентату је после рата суђено и потпуковнику Војиславу Гојковићу, ослобођен је у мају 1923.
Ревизија суђења је одржана у социјалистичкој Југославији од 2. до 13. јуна 1953. и пресуђено је да се сви осуђеници рехабилитују као потпуно невини.